# Сент-Андре-де-Лидон
Сент-Андре́-де-Лидо́н (фр. Saint-André-de-Lidon) — коммуна во Франции, находится в регионе Пуату — Шаранта. Департамент коммуны — Приморская Шаранта. Входит в состав кантона Жемозак. Округ коммуны — Сент.
Код INSEE коммуны — 17310.

## Население
Население коммуны на 2010 год составляло 962 человека.
| 1962 | 1968 | 1975 | 1982 | 1990 | 1999 | 2010 |
| ---- | ---- | ---- | ---- | ---- | ---- | ---- |
| 854  | 773  | 789  | 795  | 810  | 849  | 962  |